# Charles A. Gilberg
Charles Alexander Gilberg (Camden, 17 luglio 1835 – Brooklyn, 21 gennaio 1898) è stato un compositore di scacchi statunitense.
Socio di una importante società di importazione, dedicava gran parte del tempo libero alla composizione di problemi di scacchi. Compose circa 300 problemi, la maggior parte in due e tre mosse. Fu presidente di molti club di scacchi americani, tra cui il Manhattan Chess Club, il Brooklyn Chess Club e la "New York Chess Association", che sostenne anche finanziariamente.
Pubblicò a sue spese la raccolta di 200 suoi problemi  Crumbs from the chess-board, (New York, 1890), un'edizione particolarmente curata nella grafica, diagrammi con case verdi e bianche e pezzi blu e rossi.
Altri suoi problemi furono pubblicati in American Chess-Nuts (New York, 1868), contenente 2 406 problemi di autori del continente americano.
Scrisse un libro sul quinto congresso americano (New York 1880, vinto da George Mackenzie), un volume di oltre 500 pagine con biografie dei partecipanti, partite commentate e problemi del concorso di composizione abbinato al torneo.
|   | a | b | c | d | e | f | g | h |   |
| 8 | e8 cavallo del nero · a6 donna del bianco · e6 cavallo del bianco · g6 pedone del nero · h6 torre del bianco · c5 alfiere del bianco · d5 torre del nero · e5 re del nero · g5 re del bianco · e4 donna del nero · a2 alfiere del bianco · e1 torre del bianco | e8 cavallo del nero · a6 donna del bianco · e6 cavallo del bianco · g6 pedone del nero · h6 torre del bianco · c5 alfiere del bianco · d5 torre del nero · e5 re del nero · g5 re del bianco · e4 donna del nero · a2 alfiere del bianco · e1 torre del bianco | e8 cavallo del nero · a6 donna del bianco · e6 cavallo del bianco · g6 pedone del nero · h6 torre del bianco · c5 alfiere del bianco · d5 torre del nero · e5 re del nero · g5 re del bianco · e4 donna del nero · a2 alfiere del bianco · e1 torre del bianco | e8 cavallo del nero · a6 donna del bianco · e6 cavallo del bianco · g6 pedone del nero · h6 torre del bianco · c5 alfiere del bianco · d5 torre del nero · e5 re del nero · g5 re del bianco · e4 donna del nero · a2 alfiere del bianco · e1 torre del bianco | e8 cavallo del nero · a6 donna del bianco · e6 cavallo del bianco · g6 pedone del nero · h6 torre del bianco · c5 alfiere del bianco · d5 torre del nero · e5 re del nero · g5 re del bianco · e4 donna del nero · a2 alfiere del bianco · e1 torre del bianco | e8 cavallo del nero · a6 donna del bianco · e6 cavallo del bianco · g6 pedone del nero · h6 torre del bianco · c5 alfiere del bianco · d5 torre del nero · e5 re del nero · g5 re del bianco · e4 donna del nero · a2 alfiere del bianco · e1 torre del bianco | e8 cavallo del nero · a6 donna del bianco · e6 cavallo del bianco · g6 pedone del nero · h6 torre del bianco · c5 alfiere del bianco · d5 torre del nero · e5 re del nero · g5 re del bianco · e4 donna del nero · a2 alfiere del bianco · e1 torre del bianco | e8 cavallo del nero · a6 donna del bianco · e6 cavallo del bianco · g6 pedone del nero · h6 torre del bianco · c5 alfiere del bianco · d5 torre del nero · e5 re del nero · g5 re del bianco · e4 donna del nero · a2 alfiere del bianco · e1 torre del bianco | 8 |
| 7 | e8 cavallo del nero · a6 donna del bianco · e6 cavallo del bianco · g6 pedone del nero · h6 torre del bianco · c5 alfiere del bianco · d5 torre del nero · e5 re del nero · g5 re del bianco · e4 donna del nero · a2 alfiere del bianco · e1 torre del bianco | e8 cavallo del nero · a6 donna del bianco · e6 cavallo del bianco · g6 pedone del nero · h6 torre del bianco · c5 alfiere del bianco · d5 torre del nero · e5 re del nero · g5 re del bianco · e4 donna del nero · a2 alfiere del bianco · e1 torre del bianco | e8 cavallo del nero · a6 donna del bianco · e6 cavallo del bianco · g6 pedone del nero · h6 torre del bianco · c5 alfiere del bianco · d5 torre del nero · e5 re del nero · g5 re del bianco · e4 donna del nero · a2 alfiere del bianco · e1 torre del bianco | e8 cavallo del nero · a6 donna del bianco · e6 cavallo del bianco · g6 pedone del nero · h6 torre del bianco · c5 alfiere del bianco · d5 torre del nero · e5 re del nero · g5 re del bianco · e4 donna del nero · a2 alfiere del bianco · e1 torre del bianco | e8 cavallo del nero · a6 donna del bianco · e6 cavallo del bianco · g6 pedone del nero · h6 torre del bianco · c5 alfiere del bianco · d5 torre del nero · e5 re del nero · g5 re del bianco · e4 donna del nero · a2 alfiere del bianco · e1 torre del bianco | e8 cavallo del nero · a6 donna del bianco · e6 cavallo del bianco · g6 pedone del nero · h6 torre del bianco · c5 alfiere del bianco · d5 torre del nero · e5 re del nero · g5 re del bianco · e4 donna del nero · a2 alfiere del bianco · e1 torre del bianco | e8 cavallo del nero · a6 donna del bianco · e6 cavallo del bianco · g6 pedone del nero · h6 torre del bianco · c5 alfiere del bianco · d5 torre del nero · e5 re del nero · g5 re del bianco · e4 donna del nero · a2 alfiere del bianco · e1 torre del bianco | e8 cavallo del nero · a6 donna del bianco · e6 cavallo del bianco · g6 pedone del nero · h6 torre del bianco · c5 alfiere del bianco · d5 torre del nero · e5 re del nero · g5 re del bianco · e4 donna del nero · a2 alfiere del bianco · e1 torre del bianco | 7 |
| 6 | e8 cavallo del nero · a6 donna del bianco · e6 cavallo del bianco · g6 pedone del nero · h6 torre del bianco · c5 alfiere del bianco · d5 torre del nero · e5 re del nero · g5 re del bianco · e4 donna del nero · a2 alfiere del bianco · e1 torre del bianco | e8 cavallo del nero · a6 donna del bianco · e6 cavallo del bianco · g6 pedone del nero · h6 torre del bianco · c5 alfiere del bianco · d5 torre del nero · e5 re del nero · g5 re del bianco · e4 donna del nero · a2 alfiere del bianco · e1 torre del bianco | e8 cavallo del nero · a6 donna del bianco · e6 cavallo del bianco · g6 pedone del nero · h6 torre del bianco · c5 alfiere del bianco · d5 torre del nero · e5 re del nero · g5 re del bianco · e4 donna del nero · a2 alfiere del bianco · e1 torre del bianco | e8 cavallo del nero · a6 donna del bianco · e6 cavallo del bianco · g6 pedone del nero · h6 torre del bianco · c5 alfiere del bianco · d5 torre del nero · e5 re del nero · g5 re del bianco · e4 donna del nero · a2 alfiere del bianco · e1 torre del bianco | e8 cavallo del nero · a6 donna del bianco · e6 cavallo del bianco · g6 pedone del nero · h6 torre del bianco · c5 alfiere del bianco · d5 torre del nero · e5 re del nero · g5 re del bianco · e4 donna del nero · a2 alfiere del bianco · e1 torre del bianco | e8 cavallo del nero · a6 donna del bianco · e6 cavallo del bianco · g6 pedone del nero · h6 torre del bianco · c5 alfiere del bianco · d5 torre del nero · e5 re del nero · g5 re del bianco · e4 donna del nero · a2 alfiere del bianco · e1 torre del bianco | e8 cavallo del nero · a6 donna del bianco · e6 cavallo del bianco · g6 pedone del nero · h6 torre del bianco · c5 alfiere del bianco · d5 torre del nero · e5 re del nero · g5 re del bianco · e4 donna del nero · a2 alfiere del bianco · e1 torre del bianco | e8 cavallo del nero · a6 donna del bianco · e6 cavallo del bianco · g6 pedone del nero · h6 torre del bianco · c5 alfiere del bianco · d5 torre del nero · e5 re del nero · g5 re del bianco · e4 donna del nero · a2 alfiere del bianco · e1 torre del bianco | 6 |
| 5 | e8 cavallo del nero · a6 donna del bianco · e6 cavallo del bianco · g6 pedone del nero · h6 torre del bianco · c5 alfiere del bianco · d5 torre del nero · e5 re del nero · g5 re del bianco · e4 donna del nero · a2 alfiere del bianco · e1 torre del bianco | e8 cavallo del nero · a6 donna del bianco · e6 cavallo del bianco · g6 pedone del nero · h6 torre del bianco · c5 alfiere del bianco · d5 torre del nero · e5 re del nero · g5 re del bianco · e4 donna del nero · a2 alfiere del bianco · e1 torre del bianco | e8 cavallo del nero · a6 donna del bianco · e6 cavallo del bianco · g6 pedone del nero · h6 torre del bianco · c5 alfiere del bianco · d5 torre del nero · e5 re del nero · g5 re del bianco · e4 donna del nero · a2 alfiere del bianco · e1 torre del bianco | e8 cavallo del nero · a6 donna del bianco · e6 cavallo del bianco · g6 pedone del nero · h6 torre del bianco · c5 alfiere del bianco · d5 torre del nero · e5 re del nero · g5 re del bianco · e4 donna del nero · a2 alfiere del bianco · e1 torre del bianco | e8 cavallo del nero · a6 donna del bianco · e6 cavallo del bianco · g6 pedone del nero · h6 torre del bianco · c5 alfiere del bianco · d5 torre del nero · e5 re del nero · g5 re del bianco · e4 donna del nero · a2 alfiere del bianco · e1 torre del bianco | e8 cavallo del nero · a6 donna del bianco · e6 cavallo del bianco · g6 pedone del nero · h6 torre del bianco · c5 alfiere del bianco · d5 torre del nero · e5 re del nero · g5 re del bianco · e4 donna del nero · a2 alfiere del bianco · e1 torre del bianco | e8 cavallo del nero · a6 donna del bianco · e6 cavallo del bianco · g6 pedone del nero · h6 torre del bianco · c5 alfiere del bianco · d5 torre del nero · e5 re del nero · g5 re del bianco · e4 donna del nero · a2 alfiere del bianco · e1 torre del bianco | e8 cavallo del nero · a6 donna del bianco · e6 cavallo del bianco · g6 pedone del nero · h6 torre del bianco · c5 alfiere del bianco · d5 torre del nero · e5 re del nero · g5 re del bianco · e4 donna del nero · a2 alfiere del bianco · e1 torre del bianco | 5 |
| 4 | e8 cavallo del nero · a6 donna del bianco · e6 cavallo del bianco · g6 pedone del nero · h6 torre del bianco · c5 alfiere del bianco · d5 torre del nero · e5 re del nero · g5 re del bianco · e4 donna del nero · a2 alfiere del bianco · e1 torre del bianco | e8 cavallo del nero · a6 donna del bianco · e6 cavallo del bianco · g6 pedone del nero · h6 torre del bianco · c5 alfiere del bianco · d5 torre del nero · e5 re del nero · g5 re del bianco · e4 donna del nero · a2 alfiere del bianco · e1 torre del bianco | e8 cavallo del nero · a6 donna del bianco · e6 cavallo del bianco · g6 pedone del nero · h6 torre del bianco · c5 alfiere del bianco · d5 torre del nero · e5 re del nero · g5 re del bianco · e4 donna del nero · a2 alfiere del bianco · e1 torre del bianco | e8 cavallo del nero · a6 donna del bianco · e6 cavallo del bianco · g6 pedone del nero · h6 torre del bianco · c5 alfiere del bianco · d5 torre del nero · e5 re del nero · g5 re del bianco · e4 donna del nero · a2 alfiere del bianco · e1 torre del bianco | e8 cavallo del nero · a6 donna del bianco · e6 cavallo del bianco · g6 pedone del nero · h6 torre del bianco · c5 alfiere del bianco · d5 torre del nero · e5 re del nero · g5 re del bianco · e4 donna del nero · a2 alfiere del bianco · e1 torre del bianco | e8 cavallo del nero · a6 donna del bianco · e6 cavallo del bianco · g6 pedone del nero · h6 torre del bianco · c5 alfiere del bianco · d5 torre del nero · e5 re del nero · g5 re del bianco · e4 donna del nero · a2 alfiere del bianco · e1 torre del bianco | e8 cavallo del nero · a6 donna del bianco · e6 cavallo del bianco · g6 pedone del nero · h6 torre del bianco · c5 alfiere del bianco · d5 torre del nero · e5 re del nero · g5 re del bianco · e4 donna del nero · a2 alfiere del bianco · e1 torre del bianco | e8 cavallo del nero · a6 donna del bianco · e6 cavallo del bianco · g6 pedone del nero · h6 torre del bianco · c5 alfiere del bianco · d5 torre del nero · e5 re del nero · g5 re del bianco · e4 donna del nero · a2 alfiere del bianco · e1 torre del bianco | 4 |
| 3 | e8 cavallo del nero · a6 donna del bianco · e6 cavallo del bianco · g6 pedone del nero · h6 torre del bianco · c5 alfiere del bianco · d5 torre del nero · e5 re del nero · g5 re del bianco · e4 donna del nero · a2 alfiere del bianco · e1 torre del bianco | e8 cavallo del nero · a6 donna del bianco · e6 cavallo del bianco · g6 pedone del nero · h6 torre del bianco · c5 alfiere del bianco · d5 torre del nero · e5 re del nero · g5 re del bianco · e4 donna del nero · a2 alfiere del bianco · e1 torre del bianco | e8 cavallo del nero · a6 donna del bianco · e6 cavallo del bianco · g6 pedone del nero · h6 torre del bianco · c5 alfiere del bianco · d5 torre del nero · e5 re del nero · g5 re del bianco · e4 donna del nero · a2 alfiere del bianco · e1 torre del bianco | e8 cavallo del nero · a6 donna del bianco · e6 cavallo del bianco · g6 pedone del nero · h6 torre del bianco · c5 alfiere del bianco · d5 torre del nero · e5 re del nero · g5 re del bianco · e4 donna del nero · a2 alfiere del bianco · e1 torre del bianco | e8 cavallo del nero · a6 donna del bianco · e6 cavallo del bianco · g6 pedone del nero · h6 torre del bianco · c5 alfiere del bianco · d5 torre del nero · e5 re del nero · g5 re del bianco · e4 donna del nero · a2 alfiere del bianco · e1 torre del bianco | e8 cavallo del nero · a6 donna del bianco · e6 cavallo del bianco · g6 pedone del nero · h6 torre del bianco · c5 alfiere del bianco · d5 torre del nero · e5 re del nero · g5 re del bianco · e4 donna del nero · a2 alfiere del bianco · e1 torre del bianco | e8 cavallo del nero · a6 donna del bianco · e6 cavallo del bianco · g6 pedone del nero · h6 torre del bianco · c5 alfiere del bianco · d5 torre del nero · e5 re del nero · g5 re del bianco · e4 donna del nero · a2 alfiere del bianco · e1 torre del bianco | e8 cavallo del nero · a6 donna del bianco · e6 cavallo del bianco · g6 pedone del nero · h6 torre del bianco · c5 alfiere del bianco · d5 torre del nero · e5 re del nero · g5 re del bianco · e4 donna del nero · a2 alfiere del bianco · e1 torre del bianco | 3 |
| 2 | e8 cavallo del nero · a6 donna del bianco · e6 cavallo del bianco · g6 pedone del nero · h6 torre del bianco · c5 alfiere del bianco · d5 torre del nero · e5 re del nero · g5 re del bianco · e4 donna del nero · a2 alfiere del bianco · e1 torre del bianco | e8 cavallo del nero · a6 donna del bianco · e6 cavallo del bianco · g6 pedone del nero · h6 torre del bianco · c5 alfiere del bianco · d5 torre del nero · e5 re del nero · g5 re del bianco · e4 donna del nero · a2 alfiere del bianco · e1 torre del bianco | e8 cavallo del nero · a6 donna del bianco · e6 cavallo del bianco · g6 pedone del nero · h6 torre del bianco · c5 alfiere del bianco · d5 torre del nero · e5 re del nero · g5 re del bianco · e4 donna del nero · a2 alfiere del bianco · e1 torre del bianco | e8 cavallo del nero · a6 donna del bianco · e6 cavallo del bianco · g6 pedone del nero · h6 torre del bianco · c5 alfiere del bianco · d5 torre del nero · e5 re del nero · g5 re del bianco · e4 donna del nero · a2 alfiere del bianco · e1 torre del bianco | e8 cavallo del nero · a6 donna del bianco · e6 cavallo del bianco · g6 pedone del nero · h6 torre del bianco · c5 alfiere del bianco · d5 torre del nero · e5 re del nero · g5 re del bianco · e4 donna del nero · a2 alfiere del bianco · e1 torre del bianco | e8 cavallo del nero · a6 donna del bianco · e6 cavallo del bianco · g6 pedone del nero · h6 torre del bianco · c5 alfiere del bianco · d5 torre del nero · e5 re del nero · g5 re del bianco · e4 donna del nero · a2 alfiere del bianco · e1 torre del bianco | e8 cavallo del nero · a6 donna del bianco · e6 cavallo del bianco · g6 pedone del nero · h6 torre del bianco · c5 alfiere del bianco · d5 torre del nero · e5 re del nero · g5 re del bianco · e4 donna del nero · a2 alfiere del bianco · e1 torre del bianco | e8 cavallo del nero · a6 donna del bianco · e6 cavallo del bianco · g6 pedone del nero · h6 torre del bianco · c5 alfiere del bianco · d5 torre del nero · e5 re del nero · g5 re del bianco · e4 donna del nero · a2 alfiere del bianco · e1 torre del bianco | 2 |
| 1 | e8 cavallo del nero · a6 donna del bianco · e6 cavallo del bianco · g6 pedone del nero · h6 torre del bianco · c5 alfiere del bianco · d5 torre del nero · e5 re del nero · g5 re del bianco · e4 donna del nero · a2 alfiere del bianco · e1 torre del bianco | e8 cavallo del nero · a6 donna del bianco · e6 cavallo del bianco · g6 pedone del nero · h6 torre del bianco · c5 alfiere del bianco · d5 torre del nero · e5 re del nero · g5 re del bianco · e4 donna del nero · a2 alfiere del bianco · e1 torre del bianco | e8 cavallo del nero · a6 donna del bianco · e6 cavallo del bianco · g6 pedone del nero · h6 torre del bianco · c5 alfiere del bianco · d5 torre del nero · e5 re del nero · g5 re del bianco · e4 donna del nero · a2 alfiere del bianco · e1 torre del bianco | e8 cavallo del nero · a6 donna del bianco · e6 cavallo del bianco · g6 pedone del nero · h6 torre del bianco · c5 alfiere del bianco · d5 torre del nero · e5 re del nero · g5 re del bianco · e4 donna del nero · a2 alfiere del bianco · e1 torre del bianco | e8 cavallo del nero · a6 donna del bianco · e6 cavallo del bianco · g6 pedone del nero · h6 torre del bianco · c5 alfiere del bianco · d5 torre del nero · e5 re del nero · g5 re del bianco · e4 donna del nero · a2 alfiere del bianco · e1 torre del bianco | e8 cavallo del nero · a6 donna del bianco · e6 cavallo del bianco · g6 pedone del nero · h6 torre del bianco · c5 alfiere del bianco · d5 torre del nero · e5 re del nero · g5 re del bianco · e4 donna del nero · a2 alfiere del bianco · e1 torre del bianco | e8 cavallo del nero · a6 donna del bianco · e6 cavallo del bianco · g6 pedone del nero · h6 torre del bianco · c5 alfiere del bianco · d5 torre del nero · e5 re del nero · g5 re del bianco · e4 donna del nero · a2 alfiere del bianco · e1 torre del bianco | e8 cavallo del nero · a6 donna del bianco · e6 cavallo del bianco · g6 pedone del nero · h6 torre del bianco · c5 alfiere del bianco · d5 torre del nero · e5 re del nero · g5 re del bianco · e4 donna del nero · a2 alfiere del bianco · e1 torre del bianco | 1 |
|   | a | b | c | d | e | f | g | h |   |

Soluzione:
Tentativi: 1. Dc4? ...Cf6! - 1. Cd4? ...Cd6!
Chiave: 1. Df1!  (zugzwang)

1. ...Rxe6+   2. Df5 #

1. ...T ∼  2. Df4 #

|   | a | b | c | d | e | f | g | h |   |
| 8 | a8 donna del bianco · c8 torre del bianco · d6 pedone del bianco · g6 pedone del nero · d5 cavallo del bianco · e5 pedone del nero · b4 re del bianco · d4 pedone del nero · e4 re del nero · g4 pedone del nero · h4 pedone del bianco · e3 cavallo del bianco · f3 pedone del nero · c2 pedone del bianco | a8 donna del bianco · c8 torre del bianco · d6 pedone del bianco · g6 pedone del nero · d5 cavallo del bianco · e5 pedone del nero · b4 re del bianco · d4 pedone del nero · e4 re del nero · g4 pedone del nero · h4 pedone del bianco · e3 cavallo del bianco · f3 pedone del nero · c2 pedone del bianco | a8 donna del bianco · c8 torre del bianco · d6 pedone del bianco · g6 pedone del nero · d5 cavallo del bianco · e5 pedone del nero · b4 re del bianco · d4 pedone del nero · e4 re del nero · g4 pedone del nero · h4 pedone del bianco · e3 cavallo del bianco · f3 pedone del nero · c2 pedone del bianco | a8 donna del bianco · c8 torre del bianco · d6 pedone del bianco · g6 pedone del nero · d5 cavallo del bianco · e5 pedone del nero · b4 re del bianco · d4 pedone del nero · e4 re del nero · g4 pedone del nero · h4 pedone del bianco · e3 cavallo del bianco · f3 pedone del nero · c2 pedone del bianco | a8 donna del bianco · c8 torre del bianco · d6 pedone del bianco · g6 pedone del nero · d5 cavallo del bianco · e5 pedone del nero · b4 re del bianco · d4 pedone del nero · e4 re del nero · g4 pedone del nero · h4 pedone del bianco · e3 cavallo del bianco · f3 pedone del nero · c2 pedone del bianco | a8 donna del bianco · c8 torre del bianco · d6 pedone del bianco · g6 pedone del nero · d5 cavallo del bianco · e5 pedone del nero · b4 re del bianco · d4 pedone del nero · e4 re del nero · g4 pedone del nero · h4 pedone del bianco · e3 cavallo del bianco · f3 pedone del nero · c2 pedone del bianco | a8 donna del bianco · c8 torre del bianco · d6 pedone del bianco · g6 pedone del nero · d5 cavallo del bianco · e5 pedone del nero · b4 re del bianco · d4 pedone del nero · e4 re del nero · g4 pedone del nero · h4 pedone del bianco · e3 cavallo del bianco · f3 pedone del nero · c2 pedone del bianco | a8 donna del bianco · c8 torre del bianco · d6 pedone del bianco · g6 pedone del nero · d5 cavallo del bianco · e5 pedone del nero · b4 re del bianco · d4 pedone del nero · e4 re del nero · g4 pedone del nero · h4 pedone del bianco · e3 cavallo del bianco · f3 pedone del nero · c2 pedone del bianco | 8 |
| 7 | a8 donna del bianco · c8 torre del bianco · d6 pedone del bianco · g6 pedone del nero · d5 cavallo del bianco · e5 pedone del nero · b4 re del bianco · d4 pedone del nero · e4 re del nero · g4 pedone del nero · h4 pedone del bianco · e3 cavallo del bianco · f3 pedone del nero · c2 pedone del bianco | a8 donna del bianco · c8 torre del bianco · d6 pedone del bianco · g6 pedone del nero · d5 cavallo del bianco · e5 pedone del nero · b4 re del bianco · d4 pedone del nero · e4 re del nero · g4 pedone del nero · h4 pedone del bianco · e3 cavallo del bianco · f3 pedone del nero · c2 pedone del bianco | a8 donna del bianco · c8 torre del bianco · d6 pedone del bianco · g6 pedone del nero · d5 cavallo del bianco · e5 pedone del nero · b4 re del bianco · d4 pedone del nero · e4 re del nero · g4 pedone del nero · h4 pedone del bianco · e3 cavallo del bianco · f3 pedone del nero · c2 pedone del bianco | a8 donna del bianco · c8 torre del bianco · d6 pedone del bianco · g6 pedone del nero · d5 cavallo del bianco · e5 pedone del nero · b4 re del bianco · d4 pedone del nero · e4 re del nero · g4 pedone del nero · h4 pedone del bianco · e3 cavallo del bianco · f3 pedone del nero · c2 pedone del bianco | a8 donna del bianco · c8 torre del bianco · d6 pedone del bianco · g6 pedone del nero · d5 cavallo del bianco · e5 pedone del nero · b4 re del bianco · d4 pedone del nero · e4 re del nero · g4 pedone del nero · h4 pedone del bianco · e3 cavallo del bianco · f3 pedone del nero · c2 pedone del bianco | a8 donna del bianco · c8 torre del bianco · d6 pedone del bianco · g6 pedone del nero · d5 cavallo del bianco · e5 pedone del nero · b4 re del bianco · d4 pedone del nero · e4 re del nero · g4 pedone del nero · h4 pedone del bianco · e3 cavallo del bianco · f3 pedone del nero · c2 pedone del bianco | a8 donna del bianco · c8 torre del bianco · d6 pedone del bianco · g6 pedone del nero · d5 cavallo del bianco · e5 pedone del nero · b4 re del bianco · d4 pedone del nero · e4 re del nero · g4 pedone del nero · h4 pedone del bianco · e3 cavallo del bianco · f3 pedone del nero · c2 pedone del bianco | a8 donna del bianco · c8 torre del bianco · d6 pedone del bianco · g6 pedone del nero · d5 cavallo del bianco · e5 pedone del nero · b4 re del bianco · d4 pedone del nero · e4 re del nero · g4 pedone del nero · h4 pedone del bianco · e3 cavallo del bianco · f3 pedone del nero · c2 pedone del bianco | 7 |
| 6 | a8 donna del bianco · c8 torre del bianco · d6 pedone del bianco · g6 pedone del nero · d5 cavallo del bianco · e5 pedone del nero · b4 re del bianco · d4 pedone del nero · e4 re del nero · g4 pedone del nero · h4 pedone del bianco · e3 cavallo del bianco · f3 pedone del nero · c2 pedone del bianco | a8 donna del bianco · c8 torre del bianco · d6 pedone del bianco · g6 pedone del nero · d5 cavallo del bianco · e5 pedone del nero · b4 re del bianco · d4 pedone del nero · e4 re del nero · g4 pedone del nero · h4 pedone del bianco · e3 cavallo del bianco · f3 pedone del nero · c2 pedone del bianco | a8 donna del bianco · c8 torre del bianco · d6 pedone del bianco · g6 pedone del nero · d5 cavallo del bianco · e5 pedone del nero · b4 re del bianco · d4 pedone del nero · e4 re del nero · g4 pedone del nero · h4 pedone del bianco · e3 cavallo del bianco · f3 pedone del nero · c2 pedone del bianco | a8 donna del bianco · c8 torre del bianco · d6 pedone del bianco · g6 pedone del nero · d5 cavallo del bianco · e5 pedone del nero · b4 re del bianco · d4 pedone del nero · e4 re del nero · g4 pedone del nero · h4 pedone del bianco · e3 cavallo del bianco · f3 pedone del nero · c2 pedone del bianco | a8 donna del bianco · c8 torre del bianco · d6 pedone del bianco · g6 pedone del nero · d5 cavallo del bianco · e5 pedone del nero · b4 re del bianco · d4 pedone del nero · e4 re del nero · g4 pedone del nero · h4 pedone del bianco · e3 cavallo del bianco · f3 pedone del nero · c2 pedone del bianco | a8 donna del bianco · c8 torre del bianco · d6 pedone del bianco · g6 pedone del nero · d5 cavallo del bianco · e5 pedone del nero · b4 re del bianco · d4 pedone del nero · e4 re del nero · g4 pedone del nero · h4 pedone del bianco · e3 cavallo del bianco · f3 pedone del nero · c2 pedone del bianco | a8 donna del bianco · c8 torre del bianco · d6 pedone del bianco · g6 pedone del nero · d5 cavallo del bianco · e5 pedone del nero · b4 re del bianco · d4 pedone del nero · e4 re del nero · g4 pedone del nero · h4 pedone del bianco · e3 cavallo del bianco · f3 pedone del nero · c2 pedone del bianco | a8 donna del bianco · c8 torre del bianco · d6 pedone del bianco · g6 pedone del nero · d5 cavallo del bianco · e5 pedone del nero · b4 re del bianco · d4 pedone del nero · e4 re del nero · g4 pedone del nero · h4 pedone del bianco · e3 cavallo del bianco · f3 pedone del nero · c2 pedone del bianco | 6 |
| 5 | a8 donna del bianco · c8 torre del bianco · d6 pedone del bianco · g6 pedone del nero · d5 cavallo del bianco · e5 pedone del nero · b4 re del bianco · d4 pedone del nero · e4 re del nero · g4 pedone del nero · h4 pedone del bianco · e3 cavallo del bianco · f3 pedone del nero · c2 pedone del bianco | a8 donna del bianco · c8 torre del bianco · d6 pedone del bianco · g6 pedone del nero · d5 cavallo del bianco · e5 pedone del nero · b4 re del bianco · d4 pedone del nero · e4 re del nero · g4 pedone del nero · h4 pedone del bianco · e3 cavallo del bianco · f3 pedone del nero · c2 pedone del bianco | a8 donna del bianco · c8 torre del bianco · d6 pedone del bianco · g6 pedone del nero · d5 cavallo del bianco · e5 pedone del nero · b4 re del bianco · d4 pedone del nero · e4 re del nero · g4 pedone del nero · h4 pedone del bianco · e3 cavallo del bianco · f3 pedone del nero · c2 pedone del bianco | a8 donna del bianco · c8 torre del bianco · d6 pedone del bianco · g6 pedone del nero · d5 cavallo del bianco · e5 pedone del nero · b4 re del bianco · d4 pedone del nero · e4 re del nero · g4 pedone del nero · h4 pedone del bianco · e3 cavallo del bianco · f3 pedone del nero · c2 pedone del bianco | a8 donna del bianco · c8 torre del bianco · d6 pedone del bianco · g6 pedone del nero · d5 cavallo del bianco · e5 pedone del nero · b4 re del bianco · d4 pedone del nero · e4 re del nero · g4 pedone del nero · h4 pedone del bianco · e3 cavallo del bianco · f3 pedone del nero · c2 pedone del bianco | a8 donna del bianco · c8 torre del bianco · d6 pedone del bianco · g6 pedone del nero · d5 cavallo del bianco · e5 pedone del nero · b4 re del bianco · d4 pedone del nero · e4 re del nero · g4 pedone del nero · h4 pedone del bianco · e3 cavallo del bianco · f3 pedone del nero · c2 pedone del bianco | a8 donna del bianco · c8 torre del bianco · d6 pedone del bianco · g6 pedone del nero · d5 cavallo del bianco · e5 pedone del nero · b4 re del bianco · d4 pedone del nero · e4 re del nero · g4 pedone del nero · h4 pedone del bianco · e3 cavallo del bianco · f3 pedone del nero · c2 pedone del bianco | a8 donna del bianco · c8 torre del bianco · d6 pedone del bianco · g6 pedone del nero · d5 cavallo del bianco · e5 pedone del nero · b4 re del bianco · d4 pedone del nero · e4 re del nero · g4 pedone del nero · h4 pedone del bianco · e3 cavallo del bianco · f3 pedone del nero · c2 pedone del bianco | 5 |
| 4 | a8 donna del bianco · c8 torre del bianco · d6 pedone del bianco · g6 pedone del nero · d5 cavallo del bianco · e5 pedone del nero · b4 re del bianco · d4 pedone del nero · e4 re del nero · g4 pedone del nero · h4 pedone del bianco · e3 cavallo del bianco · f3 pedone del nero · c2 pedone del bianco | a8 donna del bianco · c8 torre del bianco · d6 pedone del bianco · g6 pedone del nero · d5 cavallo del bianco · e5 pedone del nero · b4 re del bianco · d4 pedone del nero · e4 re del nero · g4 pedone del nero · h4 pedone del bianco · e3 cavallo del bianco · f3 pedone del nero · c2 pedone del bianco | a8 donna del bianco · c8 torre del bianco · d6 pedone del bianco · g6 pedone del nero · d5 cavallo del bianco · e5 pedone del nero · b4 re del bianco · d4 pedone del nero · e4 re del nero · g4 pedone del nero · h4 pedone del bianco · e3 cavallo del bianco · f3 pedone del nero · c2 pedone del bianco | a8 donna del bianco · c8 torre del bianco · d6 pedone del bianco · g6 pedone del nero · d5 cavallo del bianco · e5 pedone del nero · b4 re del bianco · d4 pedone del nero · e4 re del nero · g4 pedone del nero · h4 pedone del bianco · e3 cavallo del bianco · f3 pedone del nero · c2 pedone del bianco | a8 donna del bianco · c8 torre del bianco · d6 pedone del bianco · g6 pedone del nero · d5 cavallo del bianco · e5 pedone del nero · b4 re del bianco · d4 pedone del nero · e4 re del nero · g4 pedone del nero · h4 pedone del bianco · e3 cavallo del bianco · f3 pedone del nero · c2 pedone del bianco | a8 donna del bianco · c8 torre del bianco · d6 pedone del bianco · g6 pedone del nero · d5 cavallo del bianco · e5 pedone del nero · b4 re del bianco · d4 pedone del nero · e4 re del nero · g4 pedone del nero · h4 pedone del bianco · e3 cavallo del bianco · f3 pedone del nero · c2 pedone del bianco | a8 donna del bianco · c8 torre del bianco · d6 pedone del bianco · g6 pedone del nero · d5 cavallo del bianco · e5 pedone del nero · b4 re del bianco · d4 pedone del nero · e4 re del nero · g4 pedone del nero · h4 pedone del bianco · e3 cavallo del bianco · f3 pedone del nero · c2 pedone del bianco | a8 donna del bianco · c8 torre del bianco · d6 pedone del bianco · g6 pedone del nero · d5 cavallo del bianco · e5 pedone del nero · b4 re del bianco · d4 pedone del nero · e4 re del nero · g4 pedone del nero · h4 pedone del bianco · e3 cavallo del bianco · f3 pedone del nero · c2 pedone del bianco | 4 |
| 3 | a8 donna del bianco · c8 torre del bianco · d6 pedone del bianco · g6 pedone del nero · d5 cavallo del bianco · e5 pedone del nero · b4 re del bianco · d4 pedone del nero · e4 re del nero · g4 pedone del nero · h4 pedone del bianco · e3 cavallo del bianco · f3 pedone del nero · c2 pedone del bianco | a8 donna del bianco · c8 torre del bianco · d6 pedone del bianco · g6 pedone del nero · d5 cavallo del bianco · e5 pedone del nero · b4 re del bianco · d4 pedone del nero · e4 re del nero · g4 pedone del nero · h4 pedone del bianco · e3 cavallo del bianco · f3 pedone del nero · c2 pedone del bianco | a8 donna del bianco · c8 torre del bianco · d6 pedone del bianco · g6 pedone del nero · d5 cavallo del bianco · e5 pedone del nero · b4 re del bianco · d4 pedone del nero · e4 re del nero · g4 pedone del nero · h4 pedone del bianco · e3 cavallo del bianco · f3 pedone del nero · c2 pedone del bianco | a8 donna del bianco · c8 torre del bianco · d6 pedone del bianco · g6 pedone del nero · d5 cavallo del bianco · e5 pedone del nero · b4 re del bianco · d4 pedone del nero · e4 re del nero · g4 pedone del nero · h4 pedone del bianco · e3 cavallo del bianco · f3 pedone del nero · c2 pedone del bianco | a8 donna del bianco · c8 torre del bianco · d6 pedone del bianco · g6 pedone del nero · d5 cavallo del bianco · e5 pedone del nero · b4 re del bianco · d4 pedone del nero · e4 re del nero · g4 pedone del nero · h4 pedone del bianco · e3 cavallo del bianco · f3 pedone del nero · c2 pedone del bianco | a8 donna del bianco · c8 torre del bianco · d6 pedone del bianco · g6 pedone del nero · d5 cavallo del bianco · e5 pedone del nero · b4 re del bianco · d4 pedone del nero · e4 re del nero · g4 pedone del nero · h4 pedone del bianco · e3 cavallo del bianco · f3 pedone del nero · c2 pedone del bianco | a8 donna del bianco · c8 torre del bianco · d6 pedone del bianco · g6 pedone del nero · d5 cavallo del bianco · e5 pedone del nero · b4 re del bianco · d4 pedone del nero · e4 re del nero · g4 pedone del nero · h4 pedone del bianco · e3 cavallo del bianco · f3 pedone del nero · c2 pedone del bianco | a8 donna del bianco · c8 torre del bianco · d6 pedone del bianco · g6 pedone del nero · d5 cavallo del bianco · e5 pedone del nero · b4 re del bianco · d4 pedone del nero · e4 re del nero · g4 pedone del nero · h4 pedone del bianco · e3 cavallo del bianco · f3 pedone del nero · c2 pedone del bianco | 3 |
| 2 | a8 donna del bianco · c8 torre del bianco · d6 pedone del bianco · g6 pedone del nero · d5 cavallo del bianco · e5 pedone del nero · b4 re del bianco · d4 pedone del nero · e4 re del nero · g4 pedone del nero · h4 pedone del bianco · e3 cavallo del bianco · f3 pedone del nero · c2 pedone del bianco | a8 donna del bianco · c8 torre del bianco · d6 pedone del bianco · g6 pedone del nero · d5 cavallo del bianco · e5 pedone del nero · b4 re del bianco · d4 pedone del nero · e4 re del nero · g4 pedone del nero · h4 pedone del bianco · e3 cavallo del bianco · f3 pedone del nero · c2 pedone del bianco | a8 donna del bianco · c8 torre del bianco · d6 pedone del bianco · g6 pedone del nero · d5 cavallo del bianco · e5 pedone del nero · b4 re del bianco · d4 pedone del nero · e4 re del nero · g4 pedone del nero · h4 pedone del bianco · e3 cavallo del bianco · f3 pedone del nero · c2 pedone del bianco | a8 donna del bianco · c8 torre del bianco · d6 pedone del bianco · g6 pedone del nero · d5 cavallo del bianco · e5 pedone del nero · b4 re del bianco · d4 pedone del nero · e4 re del nero · g4 pedone del nero · h4 pedone del bianco · e3 cavallo del bianco · f3 pedone del nero · c2 pedone del bianco | a8 donna del bianco · c8 torre del bianco · d6 pedone del bianco · g6 pedone del nero · d5 cavallo del bianco · e5 pedone del nero · b4 re del bianco · d4 pedone del nero · e4 re del nero · g4 pedone del nero · h4 pedone del bianco · e3 cavallo del bianco · f3 pedone del nero · c2 pedone del bianco | a8 donna del bianco · c8 torre del bianco · d6 pedone del bianco · g6 pedone del nero · d5 cavallo del bianco · e5 pedone del nero · b4 re del bianco · d4 pedone del nero · e4 re del nero · g4 pedone del nero · h4 pedone del bianco · e3 cavallo del bianco · f3 pedone del nero · c2 pedone del bianco | a8 donna del bianco · c8 torre del bianco · d6 pedone del bianco · g6 pedone del nero · d5 cavallo del bianco · e5 pedone del nero · b4 re del bianco · d4 pedone del nero · e4 re del nero · g4 pedone del nero · h4 pedone del bianco · e3 cavallo del bianco · f3 pedone del nero · c2 pedone del bianco | a8 donna del bianco · c8 torre del bianco · d6 pedone del bianco · g6 pedone del nero · d5 cavallo del bianco · e5 pedone del nero · b4 re del bianco · d4 pedone del nero · e4 re del nero · g4 pedone del nero · h4 pedone del bianco · e3 cavallo del bianco · f3 pedone del nero · c2 pedone del bianco | 2 |
| 1 | a8 donna del bianco · c8 torre del bianco · d6 pedone del bianco · g6 pedone del nero · d5 cavallo del bianco · e5 pedone del nero · b4 re del bianco · d4 pedone del nero · e4 re del nero · g4 pedone del nero · h4 pedone del bianco · e3 cavallo del bianco · f3 pedone del nero · c2 pedone del bianco | a8 donna del bianco · c8 torre del bianco · d6 pedone del bianco · g6 pedone del nero · d5 cavallo del bianco · e5 pedone del nero · b4 re del bianco · d4 pedone del nero · e4 re del nero · g4 pedone del nero · h4 pedone del bianco · e3 cavallo del bianco · f3 pedone del nero · c2 pedone del bianco | a8 donna del bianco · c8 torre del bianco · d6 pedone del bianco · g6 pedone del nero · d5 cavallo del bianco · e5 pedone del nero · b4 re del bianco · d4 pedone del nero · e4 re del nero · g4 pedone del nero · h4 pedone del bianco · e3 cavallo del bianco · f3 pedone del nero · c2 pedone del bianco | a8 donna del bianco · c8 torre del bianco · d6 pedone del bianco · g6 pedone del nero · d5 cavallo del bianco · e5 pedone del nero · b4 re del bianco · d4 pedone del nero · e4 re del nero · g4 pedone del nero · h4 pedone del bianco · e3 cavallo del bianco · f3 pedone del nero · c2 pedone del bianco | a8 donna del bianco · c8 torre del bianco · d6 pedone del bianco · g6 pedone del nero · d5 cavallo del bianco · e5 pedone del nero · b4 re del bianco · d4 pedone del nero · e4 re del nero · g4 pedone del nero · h4 pedone del bianco · e3 cavallo del bianco · f3 pedone del nero · c2 pedone del bianco | a8 donna del bianco · c8 torre del bianco · d6 pedone del bianco · g6 pedone del nero · d5 cavallo del bianco · e5 pedone del nero · b4 re del bianco · d4 pedone del nero · e4 re del nero · g4 pedone del nero · h4 pedone del bianco · e3 cavallo del bianco · f3 pedone del nero · c2 pedone del bianco | a8 donna del bianco · c8 torre del bianco · d6 pedone del bianco · g6 pedone del nero · d5 cavallo del bianco · e5 pedone del nero · b4 re del bianco · d4 pedone del nero · e4 re del nero · g4 pedone del nero · h4 pedone del bianco · e3 cavallo del bianco · f3 pedone del nero · c2 pedone del bianco | a8 donna del bianco · c8 torre del bianco · d6 pedone del bianco · g6 pedone del nero · d5 cavallo del bianco · e5 pedone del nero · b4 re del bianco · d4 pedone del nero · e4 re del nero · g4 pedone del nero · h4 pedone del bianco · e3 cavallo del bianco · f3 pedone del nero · c2 pedone del bianco | 1 |
|   | a | b | c | d | e | f | g | h |   |

Soluzione:
Chiave: 1. Tc3 !  (zugzwang)
1. ...dxc3  2. Dc8 f2  3. Dxg4 #

(2...Rd4  3. Dc4#)
1. ...dxe3  2. Tc4+ Rf5  3. Dc8 #

1. ...g3   2. Cf6+ Rf4  3. De4 #